# Supercard of Honor IX
Supercard of Honor IX est un pay-per-view de catch produit par la Ring of Honor (ROH), qui est disponible uniquement en ligne. Le PPV s'est déroulé le 27 mars 2015 au Sports House de Redwood City, en Californie. C'était la 9e édition de Supercard of Honor de l'histoire de la ROH.

## Contexte
Les spectacles de la Ring of Honor en paiement à la séance sont constitués de matchs aux résultats prédéterminés par les scénaristes de la ROH. Ces rencontres sont justifiées par des storylines - une rivalité avec un catcheur, la plupart du temps - ou par des qualifications survenues au cours de shows précédant l'évènement. Tous les catcheurs possèdent un gimmick, c'est-à-dire qu'ils incarnent un personnage face (gentil) ou heel (méchant), qui évolue au fil des rencontres. Un pay-per-view comme Supercard of Honor est donc un événement tournant pour les différentes storylines en cours.

### Jay Briscoe vs. Samoa Joe

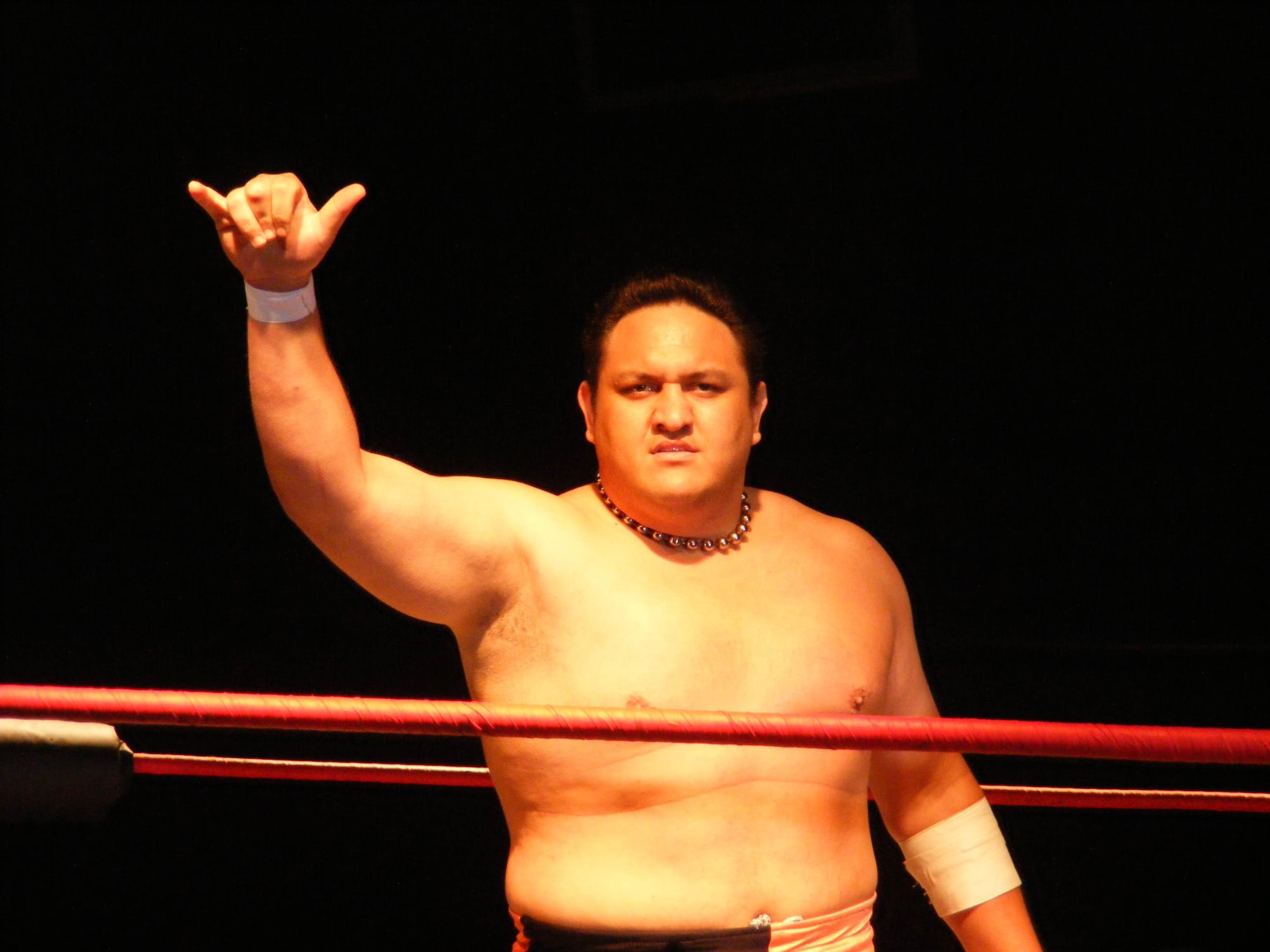
Samoa Joe effectue son retour au sein de la ROH.

Le 1er mars, lors de 13th Anniversary Show, Samoa Joe effectue son retour au sein de la fédération, où il exprime sa volonté de reconquérir le titre et vient féliciter Jay Briscoe après son match pour sa victoire tout en le défiant du regard. Le 7 mars, Samoa Joe vient confronter Jay Briscoe et réclame un match de championnat pour le titre mondial de la ROH, ce dernier acceptant sa requête.

### Jay Lethal vs. Jushin Thunder Liger
Durant le mois de février, la fédération annonce la participation de Jushin Thunder Liger à cet évènement. À la suite de la victoire de Jay Lethal sur Alberto El Patron lors de 13th Anniversary Show, la fédération annonce que Jushin Liger affronte Jay Lethal pour le titre de la télévision de la ROH.

## Résultats
| #                                                                | Matchs, | Stipulation                                             | Durée |
| ---------------------------------------------------------------- | --- | ------------------------------------------------------- | ----- |
| 1                                                                | Mark Briscoe bat ACH | Match simple                                            | 11:22 |
| 2                                                                | Michael Elgin bat Frankie Kazarian (avec Christopher Daniels)                                                                        | Match simple                                            | 10:56 |
| 3                                                                | Matt Sydal bat Andrew Everett, Caprice Coleman, Tommaso Ciampa, Cedric Alexander et Moose (avec Stokely Hathaway et Veda Scott (en)) | Six Man Mayhem match                                    | 10:26 |
| 4                                                                | B.J. Whitmer (avec Adam Page) bat Jimmy Jacobs                                                                                       | No Disqualification match                               | 15:41 |
| 5                                                                | Roderick Strong bat Christopher Daniels                                                                                              | Match simple                                            | 11:57 |
| 6                                                                | reDRagon (Kyle O'Reilly & Bobby Fish) (c) battent The Kingdom (Michael Bennett & Matt Taven)                                         | Tag Team match pour les ROH World Tag Team Championship | 17:47 |
| 7                                                                | Jay Lethal (c) bat Jushin Thunder Liger                                                                                              | Match simple pour le ROH World Television Championship  | 15:02 |
| 8                                                                | Jay Briscoe (c) bat Samoa Joe | Match simple pour le ROH World Championship             | 19:58 |
| (c) désigne le(s) champion(s) défendant son titre dans le match. | |                                                         |       |